# لجنة النظام الداخلي والحصانة والقوانين البرلمانية والقوانين الانتخابية (تونس)
لجنة النظام الداخلي والحصانة والقوانين البرلمانية والقوانين الانتخابية هي إحدى اللجان القارة التسعة لمجلس نواب الشعب التونسي.

منذ 27 فبراير 2015 (المجلس الأول) يترأس هذه اللجنة كلثوم بدر الدين.

## المهام
تختص لجنة النظام الداخلي والحصانة والقوانين البرلمانية والقوانين الانتخابية بالنظر في المشاريع والمقترحات المتعلقة ب:
- العمل البرلماني.
- القوانين الانتخابية.

كما تختص بالنظر في:
- مشاريع تنقيح النظام الداخلي.
- المسائل المتعلقة بكيفية تطبيق أحكامه.
- المسائل المتعلقة بالحصانة، وتكون جلساتها المتعلقة بالحصانة سرية.

## رؤساء اللجنة
| الرئيس          | الكتلة | الكتلة                     | العهدة         | العهدة        | الهيئة التشريعية               |
| --------------- | ------ | -------------------------- | -------------- | ------------- | ------------------------------ |
| لزهر الضيفي     |        | التجمع الدستوري الديمقراطي | 11 نوفمبر 2009 | 9 فبراير 2011 | مجلس النواب التونسي الثاني عشر |
| هيثم بلقاسم     |        | المؤتمر من أجل الجمهورية   | 13 فبراير 2012 | 2 ديسمبر 2014 | المجلس الوطني التأسيسي التونسي |
| كلثوم بدر الدين |        | حركة النهضة                | 27 فبراير 2015 | الآن          | مجلس نواب الشعب التونسي الأول  |

## مكتب اللجنة

### 2011 - 2014
تتكون هذه اللجنة من 21 عضوا.
| المنصب          | الاسم         | الكتلة | الكتلة                   | الدائرة الانتخابية |
| --------------- | ------------- | ------ | ------------------------ | ------------------ |
| الرئيس          | هيثم بلقاسم   |        | المؤتمر من أجل الجمهورية | بن عروس            |
| نائب الرئيس     | دليلة الببة   |        | حركة النهضة              | فرنسا الثانية      |
| المقرر          | محمود الماي   |        | غير المنتمين             | فرنسا الثانية      |
| مقرر مساعد أول  | حبيبة التريكي |        | حركة النهضة              | صفاقس الثانية      |
| مقرر مساعد ثاني | آمال غويل     |        | حركة النهضة              | أريانة             |

### 2014 - حاليا
تتكون هذه اللجنة من 22 عضوا.
| المنصب          | الاسم           | الكتلة | الكتلة         | الدائرة الانتخابية |
| --------------- | --------------- | ------ | -------------- | ------------------ |
| الرئيس          | كلثوم بدر الدين |        | حركة النهضة    | صفاقس الثانية      |
| نائب الرئيس     | منير الحمدي     |        | نداء تونس      | باجة               |
| المقرر          | شفيق العيادي    |        | الجبهة الشعبية | صفاقس الأولى       |
| مقرر مساعد أول  | دليلة الببة     |        | حركة النهضة    | فرنسا الثانية      |
| مقرر مساعد ثاني | عبير عبدلي      |        | نداء تونس      | سيدي بوزيد         |

| المنصب          | الاسم           | الكتلة | الكتلة         | الدائرة الانتخابية |
| --------------- | --------------- | ------ | -------------- | ------------------ |
| الرئيس          | كلثوم بدر الدين |        | حركة النهضة    | صفاقس الثانية      |
| نائب الرئيس     | -               |        | -              | -                  |
| المقرر          | شفيق العيادي    |        | الجبهة الشعبية | صفاقس الأولى       |
| مقرر مساعد أول  | دليلة الببة     |        | حركة النهضة    | فرنسا الثانية      |
| مقرر مساعد ثاني | منير الحمدي     |        | نداء تونس      | باجة               |

## روابط خارجية
- صفحة اللجنة على الموقع الرسمي لمجلس نواب الشعب.
- صفحة اللجنة لمجلس نواب الشعب على موقع مرصد التابع لمنظمة البوصلة.
- صفحة اللجنة للمجلس التأسيسي على موقع مرصد التابع لمنظمة البوصلة.